# Richard Alpert
Pour les articles homonymes, voir Richard Alpert (Lost, les disparus) et Alpert.
 (avril 2011).
Si vous disposez d'ouvrages ou d'articles de référence ou si vous connaissez des sites web de qualité traitant du thème abordé ici, merci de compléter l'article en donnant les références utiles à sa vérifiabilité et en les liant à la section « Notes et références ».
Richard Alpert (né le 6 avril 1931 à Boston (Massachusetts) et mort le 22 décembre 2019 à Maui (Hawaï)), aussi connu comme Baba Ram Dass (ou simplement Ram Dass), était un professeur de psychologie à l'université Harvard ayant étudié les effets des drogues psychédéliques sur l'homme. Ses livres et enseignements, dont Be Here Now (en) en ont fait une éminente influence de la spiritualité New Age et de la culture populaire de la deuxième partie du XXe siècle, en particulier du mouvement hippie, au même titre que son ami et collègue Timothy Leary.

## Biographie
Né dans une importante famille juive de Boston, son père, George Alpert, fut un avocat réputé. Sa famille comprenait deux frères plus âgés. Il est titulaire d'une licence d'art de l'université de Tufts, d'un master de l'université Wesleyenne et d'un doctorat de l'université Stanford. 
Il travaille en collaboration étroite avec Timothy Leary à Harvard où ils entreprennent tous deux des recherches sur les effets de la psilocybine et du LSD. Entre autres, ils sont l'auteur de l'expérience du vendredi saint (en), la première etude randomisée en double aveugle démontrant les effets des psychédéliques, et la première prétention d’étudier les phénomènes spirituels au moyen de la méthode scientifique. Ils sont tous deux écartés de l'université en 1963 pour avoir donné de la psilocybine à un étudiant, au milieu d'une panique morale liée a l'usage des psychédéliques par la jeunesse. Mais ils continuent leurs expérimentations dans un manoir privé dans le Millbrook, New York.
En 1967, il entreprend un voyage en Inde ; il en revient profondément marqué par le yoga et la méditation. Il rencontre et étudie avec le penseur spirituel Bhagavan Das qui lui fait rencontrer son guru Karoli Baba, aussi connu comme Maharaj-ji (Maharaja signifie Grand Roi et ji est un suffixe utilisé comme marque de respect). C'est Maharaj-ji qui lui donne le nom de Ram Dass (qui signifie servant de Rama) et l'instruit pour recevoir l'enseignement de Bhagavan Das.
À son retour aux États-Unis en 1969, Richard Alpert fonde plusieurs centres consacrés à la spiritualité, dont la Lama Foundation qui réalise et publie le best-seller Remember Be Here Now. Il milite en faveur de l'aide aux mourants et contre la cécité.
Il assure une conférence interactive à Paris le 29 avril 1979, à l'Église américaine, intitulée « Psychanalyse, Psychédéliques et Méditation ».
En 1994, il révèle sa bisexualité dans le magazine Gay Soul. En février 1997, il fait un accident vasculaire cérébral qui lui cause une aphasie expressive sans l'empêcher cependant de faire des interventions publiques, dont un long dialogue avec Eckhart Tolle.
En 2015, le réalisateur Derek Peck lui rend visite et réalise le court-métrage Ram Dass, le pouvoir de l'instant présent, dont une partie a été financé via la plateforme de financement participatif Kickstarter. Le documentaire est disponible depuis 2018 en France sur la plateforme Netflix. 

## Hommage
L'Omega Institute for Holistic Studies a nommé sa bibliothèque, en forme de lotus à huit pétales de fleur, Ram Dass Library pour honorer son action au service de la santé publique, de la promotion de la justice sociale, du développement spirituel à travers le monde.

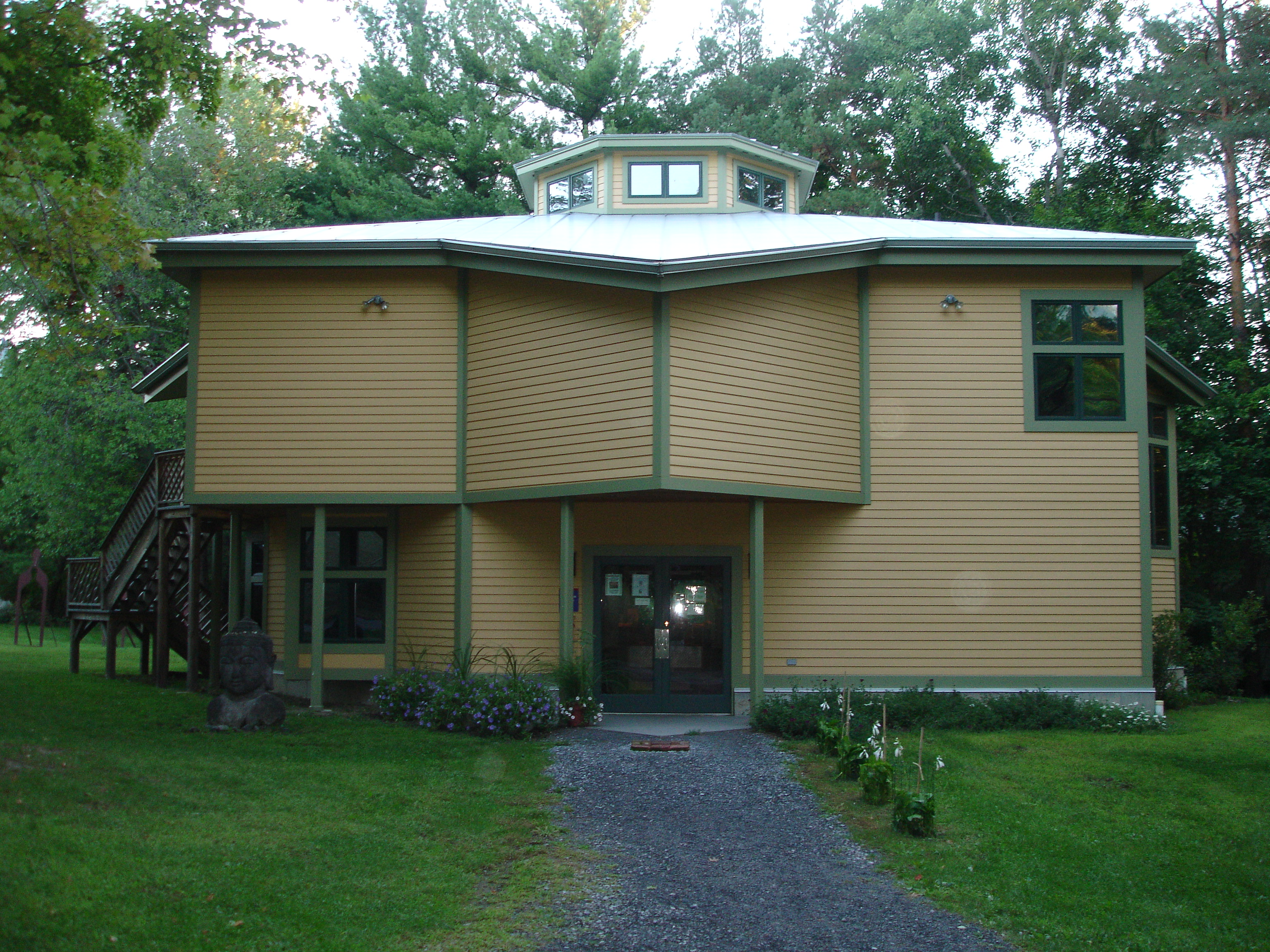
La bibliothèque Ram Dass

## Œuvres
- Richard Alpert, R. N. Haver, « Anxiety in academic achievement stations », The Journal of Abnormal and Social Psychology, 62(2), 227.
- The Psychedelic Experience: A Manual Based on the Tibetan Book of the Dead (1964), en collaboration avec Timothy Leary, Ralph Metzner / Karma-Glin-Pa, Karma Lingpa, Bar Do Thos Grol (Bardo Thödol).  (ISBN 0-8065-1652-6)
- LSD (avec Sidney Cohen) (1966)  (ISBN 0-453-00120-3)
- Be Here Now (1971)
- Remember Ici & Maintenant (1975 - éditions Robert Dumas)[6],[7]
- Doing Your Own Being (1973)
- The Only Dance There Is (1974)
- Grist for the Mill (avec Steven Levine) (1977)
- Journey of Awakening : A Meditator's Guidebook (1978)
- Miracle of Love : Stories about Neem Karoli Baba (1979) (contes du Maharajji).
- Compassion in Action, with Mirabai Bush (1991)
- Still Here : Embracing Aging, Changing and Dying (2000) - Vieillir en Pleine conscience (Le Relié) (2002)
- Paths to God : Living The Bhagavad Gita (2004)
- Polishing the Mirror: How to Live from Your Spiritual Heart (avec Rameshwar Das) (2013)

### Étude
- Tom Butler-Bowdon, 50 classiques de la spiritualité (2005), trad., Le Jour, Montréal, Canada, 2008.

### Documentaire
- 2016 : Ram Dass, le pouvoir de l'instant présent de Derek Peck : lui-même.

### Fiction
Un personnage de la série américaine Lost : Les Disparus porte son nom, à l'instar d'autres personnages portant les noms de scientifiques ou philosophes célèbres (Locke, Faraday, Hawking, Hume)